# Knokke Off
Knokke Off, meglio conosciuta nei paesi di lingua inglese come High Tides, è una serie televisiva fiammingo-olandese che segue le vite di un gruppo di giovani ventenni che trascorrono l'estate nella città costiera belga di Knokke. La serie intreccia elementi di dramma, amore e relazioni. È trasmessa in streaming su VRT MAX (Belgio) e dal 7 dicembre 2023 anche su Netflix.

## Trama
Prima stagione
Due ventenni, Louise Basteyns (Pommelien Thijs) e Alexandre Vandael, detto Alex (Willem De Schryver), entrambi appartenenti a famiglie benestanti, trascorrono un’estate sfrenata nella lussuosa Knokke, tra feste esclusive e uno stile di vita spensierato. Nonostante le apparenze, però, sono costantemente sotto la pressione dei genitori, che pongono su di loro aspettative molto alte. Questa situazione li spinge a una continua ricerca di amicizia genuina, amore vero e, soprattutto, della loro identità. Louise, in particolare, affronta le difficoltà legate a un disturbo bipolare. Quando Daan (Eliyha Altena) e sua madre Melissa (Anna Drijver), provenienti da Breda, entrano nelle loro vite, tutto cambia. Inizia così una profonda ricerca della verità, sotto le maschere che ciascuno di loro indossa.

## Personaggi

### Personaggi principali
- Louise Basteyns, interpretata da Pommelien Thijs.
- Alexandre Vandael, interpretato da Willem De Schryver.
- Daan van Nishout, interpretato da Eliyha Altena.
- Anouk, interpretata da Manouk Pluis.
- Melissa van Nishout, interpretata da Anna Drijver.
- Angelique Basteyns, interpretata da Ini Massez.
- Patrick Vandael, interpretato da Geert Van Rampelberg.
- Eleonore Vandael, interpretata da Ruth Becquart.
- Jacqueline "Bonmamie" Vandael, interpretata da Viviane De Muynck.
- Christine Verduyn, interpretata da Jasmine Sendar.
- Jacques, interpretato da Gene Bervoets.
- Margaux, interpretata da Ayana Doucouré.
- Matti, interpretato da Kes Bakker.
- Emilie Basteyns, interpretata da Emma Moortgat.
- Jan Basteyns, interpretato da Pieter Genard.
- Victor, interpretato da Jef Hellemans.
- Olivia Vandael, interpretata da Felicia Van Remoortel.
- Claudia, interpretata da Caroline Stas.
- Charles, interpretato da Pierre Gervais.
- Thomas, interpretato da Aimé Claeys.

## Episodi
| Stagione         | Episodi | Data di uscita in Belgio (VRT MAX) | Pubblicazione Italia |
| ---------------- | ------- | ---------------------------------- | -------------------- |
| Prima stagione   | 10      | 2023                               | 2023                 |
| Seconda stagione | 8       | 2024-2025                          | 2025                 |

## Produzione
Knokke Off è una produzione congiunta di Dingie, VRT e Netflix, in collaborazione con Dutch FilmWorks e con il supporto di Screen Flanders, del comune di Knokke-Heist e del Tax Shelter. Le riprese della seconda stagione sono cominciate nell'aprile 2024

## Premi e candidature

### Humo's Pop Poll
- 2023 – Miglior serie (nazionale)
- 2023 – Miglior attrice (nazionale) a Pommelien Thijs
- 2023 – Candidatura come miglior attore (nazionale) a Willem De Schryver

### De Kastaars!
- 2023 – Miglior serie fiction

### De Ensors
- 2023 – Candidatura come miglior scenario per una serie fiction a Luk Wyns e Nele Vandael
- 2023 – Candidatura come miglior Make-up a Labhise Allara Mandango Ciratu
- 2023 – Candidatura come miglior regia serie fiction a Tom Goris
- 2023 – Candidatura come miglior direttore della fotografia a Pieter Van Alphen e Tom Bonroy
- 2023 – Candidatura come miglior recitazione da protagonista per una serie fiction a Pommelien Thijs
- 2023 – Candidatura come miglior serie fiction